# Francesco Boaretti

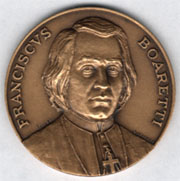
Francesco Boaretti

Francesco Boaretti (Masi, 1748 – Venetië, 1799) was een filosoof-schrijver in de republiek Venetië. Hij was docent aan het priesterseminarie in Padua en aan de openbare school Sestieri in de hoofdstad Venetië.

## Levensloop
Boaretti groeide op in Masi in het district Padua in de republiek Venetië. Zijn ouders waren niet bemiddeld. Aan het priesterseminarie van Padua studeerde hij Vrije Kunsten. Boaretti bekwaamde zich in klassieke talen en filosofie; hij viel op bij zijn docenten door Latijnse welbespraaktheid alsook door zijn verbeelding bij teksten uit de Klassieke Oudheid. Dezen stimuleerden hem zijn studies af te maken. Nadat hij afgestudeerd was, bleef hij aan de school verbonden als docent filosofie. Hij kreeg de lagere wijdingen in de Roomse Kerk. In de lessen filosofie behandelde Boaretti eveneens de experimentele fysica, anatomie, psychologie en biologie. 
Later werd Boaretti docent aan de openbare school Sestieri in de hoofdstad Venetië (1785). Deze benoeming ging gepaard met het statuut van burger van de hoofdstad. De school had priesters en leken onder zijn leerlingen. Hij onderwees er religieuze welsprekendheid niet alleen in het Latijn, maar ook in het Venetiaans dialect, zodat priesters sermoenen konden houden in de volkstaal. 
Zijn werken omvatten voor een groot deel vertalingen, zowel uit het Oudgrieks als uit het Hebreeuws. Daarnaast schreef hij zelf, in het Italiaans, eigen boeken. Op het einde van zijn leven was het voor Boaretti niet meer mogelijk les te geven wegens ziekte. Niettemin besliste de republiek dat hij onverminderd verder betaald werd als docent in de hoofdstad.

## Werken

### Vertalingen
- Hymne aan Demeter, toegeschreven aan Homerus (1784): van Grieks naar Italiaans. Met deze publicatie trok hij de aandacht in de hoofdstad Venetië.
- Ilias van Homerus (1788) in twee delen: van Grieks naar Venetiaans. Hij gaf de titel Omero in Lombardia aan het boek, wat betekent Homerus in Lombardije.
- Vijf tragedies van Euripides (1789): van Grieks naar Italiaans
- Een tragedie van Sophocles, de Trachiniae (1790): van Grieks naar Italiaans
- De bijbelse boeken Ecclesiasticus, het Boek der Wijsheid en Psalmen: van Hebreeuws naar Italiaans.

### Eigen boeken
- Leerboek filosofie (1783)
- Dottrina dei padri greci relativa alle circostanze della chiesa nel secolo XVIII (1791). Een boek over de Griekse kerkvaders en hoe hen begrijpen in de 18e eeuw.
- Pensieri sulla trisezione dell’angolo (1793). In dit boek bedacht hij een methode om ooit de driedeling van de hoek te ontdekken. Dit boek kreeg veel kritiek want de trisectie werd als onmogelijk geacht. Zijn ergste tegenstanders noemden zijn werk ‘des duivels’.
- Libertà, eguaglianza, democrazia e virtù (1797). Dit werk looft de deugden van de republiek Venetië nadat hij vernomen had dat hij verder betaald werd tijdens zijn ziekte.